# Coppa d'Ungheria di pallacanestro maschile
La Coppa d'Ungheria (hu: Kosárlabda Magyar Kupa) di pallacanestro è un trofeo nazionale ungherese organizzato annualmente dal 1951.

## Albo d'oro
- 1951  Vasas MÁVAG
- 1952  Vasas MÁVAG
- 1953  Honvéd
- 1954  Honvéd
- 1955  Honvéd
- 1956-1961 non disputato
- 1961-1962  Honvéd
- 1962-1963  Honvéd
- 1964  Honvéd
- 1965  MAFC
- 1966  Honvéd
- 1967  Honvéd
- 1968  Honvéd
- 1969  Soproni MAFC
- 1970  MAFC
- 1971  Csepel
- 1972  MAFC
- 1973  Honvéd
- 1974  Csepel
- 1975  Vasas MÁVAG
- 1976  Csepel
- 1977  Honvéd
- 1978  Honvéd
- 1979  MAFC
- 1980-1981  MAFC
- 1981-1982  Honvéd
- 1982-1983  Honvéd
- 1983-1984  Csepel
- 1984-1985  Csepel
- 1985-1986  Honvéd
- 1986-1987  Bajai SK
- 1987-1988  Zalakerámia-ZTE
- 1988-1989  Honvéd
- 1989-1990  Körmend
- 1990-1991  Honvéd
- 1991-1992  Zalakerámia-ZTE
- 1992-1993  Körmend
- 1993-1994  Körmend
- 1994-1995  Körmend
- 1995-1996  Zalakerámia-ZTE
- 1996-1997  Körmend
- 1997-1998  Körmend
- 1998-1999  Alba Fehérvár
- 1999-2000  Alba Fehérvár
- 2000-2001  Atomerőmű
- 2001-2002  Szolnoki Olaj
- 2002-2003  Atomerőmű
- 2003-2004  Kaposvár
- 2004-2005  Atomerőmű
- 2005-2006  Kecskeméti KSE
- 2006-2007  Szolnoki Olaj
- 2007-2008  Atomerőmű
- 2008-2009  PVSK Panthers
- 2009-2010  Zalakerámia-ZTE
- 2010-2011  Szolnoki Olaj
- 2011-2012  Szolnoki Olaj
- 2012-2013  Alba Fehérvár
- 2013-2014  Szolnoki Olaj
- 2015  Szolnoki Olaj
- 2016  Körmend
- 2017  Alba Fehérvár
- 2018  Szolnoki Olaj
- 2019  Szolnoki Olaj
- 2020 non disputata
- 2021  Falco Szombathely
- 2022  Szolnoki Olaj
- 2023  Falco Szombathely
- 2024  Szolnoki Olaj
- 2025  Falco Szombathely

## Vittorie per club
| Squadra           | Vittorie | Anni                                                                                                 |
| ----------------- | -------- | --- |
| Honvéd            | 17       | 1953, 1954, 1955, 1962, 1963, 1964, 1966, 1967, 1968, 1973, 1977, 1978, 1982, 1983, 1986, 1989, 1991 |
| Szolnoki Olaj     | 10       | 2002, 2007, 2011, 2012, 2014, 2015, 2018, 2019, 2022, 2024                                           |
| Körmend           | 7        | 1990, 1993, 1994, 1995, 1997, 1998, 2016                                                             |
| MAFC              | 5        | 1965, 1970, 1972, 1979, 1981                                                                         |
| Csepel            | 5        | 1971, 1974, 1976, 1984, 1985                                                                         |
| Alba Fehérvár     | 4        | 1999, 2000, 2013, 2017                                                                               |
| Zalakerámia-ZTE   | 4        | 1988, 1992, 1996, 2010                                                                               |
| Atomerőmű         | 4        | 2001, 2003, 2005, 2008                                                                               |
| Vasas MÁVAG       | 3        | 1951, 1952, 1975                                                                                     |
| Falco Szombathely | 3        | 2021, 2023, 2025                                                                                     |
| Kaposvár          | 1        | 2004                                                                                                 |
| Soproni MAFC      | 1        | 1969                                                                                                 |
| Bajai SK          | 1        | 1987                                                                                                 |
| PVSK Panthers     | 1        | 2009                                                                                                 |
| Kecskeméti KSE    | 1        | 2006                                                                                                 |